# Puffi qua e là/Puffa una canzone
Puffi qua e là/Puffa una canzone  è il cinquantesimo singolo discografico di Cristina D'Avena, pubblicato nel 1988. Il brano era la decima sigla della serie animata I Puffi, scritta da Alessandra Valeri Manera su musica e arrangiamento di Vincenzo Draghi. "Puffa una canzone" è il lato B del disco, brano ispirato alla serie scritto da Alessandra Valeri Manera su musica e arrangiamento di Giordano Bruno Martelli, contenuto nell'LP monografico Puffiamo all'avventura.

## Edizioni
Puffi qua e là è stata pubblicata su album per la prima volta nella compilation Fivelandia 6.

## Tracce
Lato A
1. Puffi qua e là – 3:14 (testo: Alinvest – musica: V. Draghi)

Durata totale: 3:14
Lato B
1. Puffa una canzone – 2:45 (testo: A. Valeri Manera – musica: G.B. Martelli)

Durata totale: 2:45